# Będków
Będków è un comune rurale polacco del distretto di Tomaszów Mazowiecki, nel voivodato di Łódź.
Ricopre una superficie di 57,88 km² e nel 2004 contava 3 561 abitanti.